# لئونی پریو
لئونی پریو (فرانسوی: Léonie Périault‎؛ زادهٔ ۳۱ ژوئیهٔ ۱۹۹۴) ورزشکار ورزش سه‌گانه زن اهل فرانسه است.
وی در مسابقات کشوری و بین‌المللی در مجموع برندهٔ ۱ مدال برنز شده‌است.